# Dave Van Dam
Dave Van Dam (também conhecido como "Evil Dave Letterman" ou simplesmente "Evil Dave"; Estados Unidos, 17 de abril de 1955 - Skokie, 3 de julho de 2018) foi um imitador americano. 

## Carreira
Começou a aparecer em The Howard Stern Show , em 1999, até a sua morte. Van Dam soava exatamente como a voz de americano tarde da noite, apresentador de talk show de David Letterman, que foi utilizado para efeito cômico.

## Morte
Van Dam morreu em Skokie, Illinois, em 3 de julho de 2018, aos 63 anos.